# Sawwatjewo (obwód archangielski)
Sawwatjewo (ros. Савватьево) – osiedle w Rosji, w obwodzie archangielskim, w rejonie primorskim, na Wyspie Sołowieckiej. W 2021 liczyło 2 mieszkańców.